# Danger Bay/Episodenliste
Diese Episodenliste enthält alle Episoden der kanadischen Abenteuer-Fernsehserie Danger Bay, sortiert nach der kanadischen Erstausstrahlung. Zwischen 1984 und 1990 entstanden in sechs Staffeln insgesamt 123 Episoden mit einer Länge von jeweils etwa 26 Minuten.

## Übersicht
| Staffel | Episodenanzahl | Erstausstrahlung Kanada | Erstausstrahlung Kanada | Deutschsprachige Erstausstrahlung | Deutschsprachige Erstausstrahlung |
| Staffel | Episodenanzahl | Staffelpremiere         | Staffelfinale           | Staffelpremiere                   | Staffelfinale                     |
| ------- | -------------- | ----------------------- | ----------------------- | --------------------------------- | --------------------------------- |
| 1       | 17             | 7. Oktober 1985         | 7. Mai 1986             | 9. September 1987                 | 14. Mai 1992                      |
| 2       | 18             | 14. Mai 1986            | 10. September 1986      | 2. Dezember 1987                  | 9. Juni 1992                      |
| 3       | 22             | 17. September 1986      | 8. April 1987           | 10. Juni 1992                     | 9. Juli 1992                      |
| 4       | 22             | 7. Oktober 1987         | 2. März 1988            | 10. Juli 1992                     | 10. August 1992                   |
| 5       | 22             | 3. Oktober 1988         | 27. Februar 1989        | 11. August 1992                   | 9. September 1992                 |
| 6       | 22             | 9. Oktober 1989         | 5. März 1990            | 10. September 1992                | 21. Dezember 1992                 |

## Staffel 1
| Nr. (gesamt) | Nr. (Staffel) | Deutscher Titel                                          | Originaltitel        | Erstausstrahlung |
| ------------ | ------------- | -------------------------------------------------------- | -------------------- | ---------------- |
| 1            | 1             | Das Meereskind (Katie und der Delphin)                   | The Sea Pup          | 07.10.1985       |
| 2            | 2             | Viehdiebe (Wieder in Freiheit)                           | Running Free         | 21.10.1985       |
| 3            | 3             | Die Hafenratten                                          | The Wharf Rat        | 11.11.1985       |
| 4            | 4             | Das Verschwinden der Lachse (Die Lachsspur)              | Run Salmon Run       | 25.11.1985       |
| 5            | 5             | Matchball für Jonah (Der Sieger)                         | The Contender        | 09.12.1985       |
| 6            | 6             | Die wundersame Heilung                                   | Katie and the Whale  | 23.12.1985       |
| 7            | 7             | Der Flug des Falken                                      | Flight of the Falcon | 13.01.1986       |
| 8            | 8             | Auf die Verpackung kommt es an (Computerchips)           | Fish ‘n’ Chips       | 27.01.1986       |
| 9            | 9             | Vom Regen in die Traufe (Die Holzfäller)                 | Vet’s Holiday        | 10.02.1986       |
| 10           | 10            | Heiße Fracht (Giftmüll)                                  | Hot Cargo            | 24.02.1986       |
| 11           | 11            | Tante Grace heiratet (Tante Grace)                       | Grace Under Pressure | 10.03.1986       |
| 12           | 12            | Der versunkene Schatz                                    | Sunken Treasure      | 24.03.1986       |
| 13           | 13            | Das Walbaby (Das Beluga-Baby)                            | The Only One         | 09.04.1986       |
| 14           | 14            | Die Bären sind los (Die Goldgräber)                      | Mad Hatter Bears     | 16.04.1986       |
| 15           | 15            | Das Monster von Abbott Bay (Das Ungeheuer in Abbott-Bay) | Nature of the Beast  | 23.04.1986       |
| 16           | 16            | Gefahr für die Lachse                                    | Timber               | 30.04.1986       |
| 17           | 17            | Das Geheimnis der Maske                                  | The Mask             | 07.05.1986       |

## Staffel 2
| Nr. (gesamt) | Nr. (Staffel) | Deutscher Titel                                          | Originaltitel          | Erstausstrahlung |
| ------------ | ------------- | -------------------------------------------------------- | ---------------------- | ---------------- |
| 18           | 1             | Entführung auf See, Teil 1 (Die Schmugglerbande, Teil 1) | A New Beginning (1)    | 14.05.1986       |
| 19           | 2             | Entführung auf See, Teil 2 (Die Schmugglerbande, Teil 2) | A New Beginning (2)    | 21.05.1986       |
| 20           | 3             | Die Tierschützer (In bester Absicht)                     | The Best of Intentions | 28.05.1986       |
| 21           | 4             | Wilde Wasser (Geheimauftrag)                             | White Water            | 04.06.1986       |
| 22           | 5             | Ein Platz für Ponga (Besuch von Ponga)                   | A Place for Ponga      | 11.06.1986       |
| 23           | 6             | Überleben                                                | Survival               | 18.06.1986       |
| 24           | 7             | Mayday! Mayday! (S.O.S.)                                 | Mayday! Mayday!        | 25.06.1986       |
| 25           | 8             | Heiße Felle (Leopardenfelle)                             | The Leopard’s Spots    | 02.07.1986       |
| 26           | 9             | Das Badewannenrennen                                     | Bathtub Race           | 09.07.1986       |
| 27           | 10            | Das Gift der Kobra (Schlangengift)                       | Venom                  | 16.07.1986       |
| 28           | 11            | Ärgernisse (Viehdiebe)                                   | Trouble on the Range   | 23.07.1986       |
| 29           | 12            | Hoher Besuch                                             | Aquarius               | 30.07.1986       |
| 30           | 13            | Der bengalische Tiger (Pest an Bord)                     | Bengal Tiger           | 06.08.1986       |
| 31           | 14            | Giftalarm (Gefährliche Abwässer)                         | Poison Bay             | 13.08.1986       |
| 32           | 15            | Der König vom Stanley Park                               | King of Stanley park   | 20.08.1986       |
| 33           | 16            | Die Zeitbombe                                            | Deep Peril             | 27.08.1986       |
| 34           | 17            | Der japanische Karpfen (Fischmalerei)                    | Fish Forgery           | 03.11.1986       |
| 35           | 18            | Der goldene Wal                                          | Grand Theft whale      | 10.11.1986       |

## Staffel 3
| Nr. (gesamt) | Nr. (Staffel) | Deutscher Titel               | Originaltitel             | Erstausstrahlung |
| ------------ | ------------- | ----------------------------- | ------------------------- | ---------------- |
| 36           | 1             | Wechselbad der Gefühle        | The Turning Tide          | 17.11.1986       |
| 37           | 2             | Gefahr in der Tiefe           | Pressure Point            | 24.11.1986       |
| 38           | 3             | Ein Fisch mit Beinen?         | The Fish Who Walks        | 08.10.1986       |
| 39           | 4             | Notlandung                    | Solo Flight               | 15.10.1986       |
| 40           | 5             | Der Rabe und die Malerin      | Lady Raven                | 29.10.1986       |
| 41           | 6             | Wettkampf mit dem Tod         | The Ultimate Gift         | 05.11.1986       |
| 42           | 7             | Mutter auf Zeit               | Thursday’s Child          | 12.11.1986       |
| 43           | 8             | Die Wachsamen                 | The Vigilantes            | 19.11.1986       |
| 44           | 9             | Der Löwe schläft heute nacht  | The Lion Sleeps Tonight   | 26.11.1986       |
| 45           | 10            | Mißbrauchte Freundschaft      | Million Dollar Whale Song | 03.12.1986       |
| 46           | 11            | Stürmischer Besuch            | Eye of the Storm          | 24.12.1986       |
| 47           | 12            | Der alte Mann und der Seehund | Old Friends               | 14.01.1987       |
| 48           | 13            | Das Superschaf                | Big Horns                 | 21.01.1987       |
| 49           | 14            | Aus und vorbei                | Time Out                  | 04.02.1987       |
| 50           | 15            | Falscher Ehrgeiz              | All the King’s Horses     | 11.02.1987       |
| 51           | 16            | Rückkehr der Otter            | The Otters Return         | 18.02.1987       |
| 52           | 17            | Wozu sind Freunde da?         | A Man of Few Words        | 04.03.1987       |
| 53           | 18            | Verständigungsschwierigkeiten | Signs of Growth           | 11.03.1987       |
| 54           | 19            | Rockmusik im Aquarium         | Aquarium Rock             | 18.03.1987       |
| 55           | 20            | Die Diebin                    | Friend Ship               | 25.03.1987       |
| 56           | 21            | Der Superfisch                | Superfish                 | 01.04.1987       |
| 57           | 22            | Shakespeare vor der Pleite    | Sylvan Shores             | 08.04.1987       |

## Staffel 4
| Nr. (gesamt) | Nr. (Staffel) | Deutscher Titel               | Originaltitel           | Erstausstrahlung |
| ------------ | ------------- | ----------------------------- | ----------------------- | ---------------- |
| 58           | 1             | Melissas Pflegekind           | Melissa’s Gift          | 07.10.1987       |
| 59           | 2             | Wer rettet wen?               | A Tangled Web           | 14.10.1987       |
| 60           | 3             | Ein Leguan als Schloßhund     | Pets and Peeves         | 21.10.1987       |
| 61           | 4             | Vater und Sohn                | Roots and Wings         | 28.10.1987       |
| 62           | 5             | Der sterbende Schwan          | The Dying Swan          | 04.11.1987       |
| 63           | 6             | Vergiftete Muscheln           | Protege                 | 11.11.1987       |
| 64           | 7             | Kriminelle Höhenflüge         | High Flyer              | 18.11.1987       |
| 65           | 8             | Entscheidung im Dschungel     | It’s a Jungle in There  | 25.11.1987       |
| 66           | 9             | Schiffbruch                   | Castaways               | 02.12.1987       |
| 67           | 10            | Aufschlag in Sachen Liebe     | Love Game               | 09.12.1987       |
| 68           | 11            | Falscher Verdacht             | Deep Trouble            | 16.12.1987       |
| 69           | 12            | Der geheimnisvolle Delphin    | The Smiling Dolphin     | 23.12.1987       |
| 70           | 13            | Gefährliche Ladung            | Pilot Error             | 30.12.1987       |
| 71           | 14            | Ein Gewehr ist kein Wegweiser | Hand to Hand            | 06.01.1988       |
| 72           | 15            | Politisches Asyl              | Jan                     | 13.01.1988       |
| 73           | 16            | Gipfelstürmer                 | The Only Way Down Is Up | 20.01.1988       |
| 74           | 17            | Gehirnoperation               | Covert Operation        | 27.01.1988       |
| 75           | 18            | Sieger auf dem zweiten Platz  | Second Best             | 03.02.1988       |
| 76           | 19            | Wo die Adler fliegen          | Eagles Fly Alone        | 10.02.1988       |
| 77           | 20            | Das schwimmende Einhorn       | To Glimpse a Unicorn    | 17.02.1988       |
| 78           | 21            | Nicole und die Wilddiebe      | A Man’s Sport           | 24.02.1988       |
| 79           | 22            | Grants Seelenkrise            | Put a Little Back       | 02.03.1988       |

## Staffel 5
| Nr. (gesamt) | Nr. (Staffel) | Deutscher Titel                   | Originaltitel           | Erstausstrahlung |
| ------------ | ------------- | --------------------------------- | ----------------------- | ---------------- |
| 80           | 1             | Stürmische Winde, Teil 1          | Stormy Weather          | 03.10.1988       |
| 81           | 2             | Stürmische Winde, Teil 2          | Something New           | 10.10.1988       |
| 82           | 3             | Der Vogelmann                     | The Birdman             | 17.10.1988       |
| 83           | 4             | Flitterwochen der besonderen Art  | Second Honeymoon        | 24.10.1988       |
| 84           | 5             | Harrys Arche Noah                 | Harry’s Ark             | 31.10.1988       |
| 85           | 6             | Ein Babysitter hat’s nicht leicht | Blues for Adam          | 07.11.1988       |
| 86           | 7             | Grant unter Verdacht              | Expert Witness          | 14.11.1988       |
| 87           | 8             | Nachts sind alle Fische grau      | After Dark              | 21.11.1988       |
| 88           | 9             | Gift auf der Straße               | Skywatch                | 28.11.1988       |
| 89           | 10            | Angst vor dem Feuer               | Fire Jumper             | 05.12.1988       |
| 90           | 11            | Eifersucht                        | The Rally               | 12.12.1988       |
| 91           | 12            | Sugar Ray – Der bärenstarke Boxer | The Return of Sugar Ray | 19.12.1988       |
| 92           | 13            | Doping auf der Rennbahn           | Racing Against Time     | 26.12.1988       |
| 93           | 14            | Der magische Elefant              | Chanda                  | 02.01.1989       |
| 94           | 15            | Gewissenskonflikt                 | Where the Buck Stops    | 09.01.1989       |
| 95           | 16            | Die Liebesinsel                   | Shaughnessy Island      | 16.01.1989       |
| 96           | 17            | Anders als die anderen            | Open Book               | 23.01.1989       |
| 97           | 18            | Der Möchtegern-Abenteurer         | Up the Coast            | 30.01.1989       |
| 98           | 19            | Der schwarze Hund von Danger Bay  | One Black Dog           | 06.02.1989       |
| 99           | 20            | Eine Nummer zu groß               | Before the Mast         | 13.02.1989       |
| 100          | 21            | Mord im Aquarium                  | Murder at the Aquarium  | 20.02.1989       |
| 101          | 22            | Die Suche nach dem Kometen        | Catch a Falling Star    | 27.02.1989       |

## Staffel 6
| Nr. (gesamt) | Nr. (Staffel) | Deutscher Titel          | Originaltitel             | Erstausstrahlung |
| ------------ | ------------- | ------------------------ | ------------------------- | ---------------- |
| 102          | 1             | Die Talkshow             | Talk Show                 | 09.10.1989       |
| 103          | 2             | Einstellungssache        | A Question of Attitude    | 16.10.1989       |
| 104          | 3             | Das Vermächtnis          | Legacy                    | 23.10.1989       |
| 105          | 4             | Stimmen aus der Tiefe    | Voices From the Deep      | 30.10.1989       |
| 106          | 5             | Schön, dich zu kennen    | Getting to Know You       | 06.11.1989       |
| 107          | 6             | Eiszeit                  | High Ice                  | 13.11.1989       |
| 108          | 7             | Eine Kröte zu Besuch     | Trouble is my Middle Name | 20.11.1989       |
| 109          | 8             | Kleine Fische            | Small Fry                 | 27.11.1989       |
| 110          | 9             | Das Urteil               | Value Judgement           | 04.12.1989       |
| 111          | 10            | Ein Wolf vor Gericht     | Wolf on Trial             | 11.12.1989       |
| 112          | 11            | Ein rosarotes Ferkel     | This Little Piggy         | 18.12.1989       |
| 113          | 12            | Des Kaisers neue Kleider | The Emperor’s New Clothes | 25.12.1989       |
| 114          | 13            | Lebenslinien             | Lifeline                  | 01.01.1990       |
| 115          | 14            | Die Entführung           | Hijacked                  | 08.01.1990       |
| 116          | 15            | Der Blindflug            | Flying Blind              | 15.01.1990       |
| 117          | 16            | Die Geister der Ahnen    | Ancient Spirits           | 22.01.1990       |
| 118          | 17            | Der Lauscher             | Listening In              | 29.01.1990       |
| 119          | 18            | Kelseys Augen            | Kelsey’s Eyes             | 05.02.1990       |
| 120          | 19            | Auf Leben und Tod        | Live Wires                | 12.02.1990       |
| 121          | 20            | Verloren                 | Lost Causes               | 19.02.1990       |
| 122          | 21            | Drei sind einer zuviel   | Three’s a Crowd           | 26.02.1990       |
| 123          | 22            | Blick zurück             | Looking Back              | 05.03.1990       |